# Ctenus incolans
Ctenus incolans är en spindelart som beskrevs av F. O. Pickard-Cambridge 1900. Ctenus incolans ingår i släktet Ctenus och familjen Ctenidae. Inga underarter finns listade i Catalogue of Life.